# کارشی‌گچیت (بایبورد)
کارشی‌گچیت (به ترکی استانبولی: Karşıgeçit) (به کردی: Milihlî) یک منطقهٔ مسکونی در ترکیه است که در بایبورد واقع شده‌است. کارشی‌گچیت ۱۷۹ نفر جمعیت دارد.